# کیت هیگینس
کِیت هیگینس (انگلیسی: Kate Higgins؛ زادهٔ ۱۶ اوت ۱۹۶۹) هنرپیشه و خواننده اهل ایالات متحده آمریکا است.

## گزیده فیلمشناسی
از فیلم‌ها، بازی‌های ویدئویی، پویانمایی‌ها یا برنامه‌های تلویزیونی که وی در آن نقشی به عنوان صداپیشه داشته‌است می‌توان به آثار زیر اشاره کرد.
- کابوی بیباپ (۱۹۹۹)
- معلم بزرگ انیزوکا (۲۰۰۲–۰۳)
- تنجو تنگه (۲۰۰۴)
- ناروتو (۲۰۰۵–۰۹)
- اورکا سون (۲۰۰۶–۰۷)
- بلیچ (مانگا) (۲۰۰۶–۱۴)
- سرنوشت/شب ماندن (۲۰۰۶)
- سامورایی چامپلو (۲۰۰۶)
- کد گیاس (۲۰۰۸-اکنون)
- ناروتو (۲۰۰۹–تاکنون)
- سیلور مون (۲۰۱۴–تاکنون)
- ولورین و مردان ایکس (سریال) (۲۰۰۹)
- افسانه کورا (۲۰۱۲–۱۴)
- آلفا و امگا (فیلم) (۲۰۱۳–۲۰۱۷)
- مرده یا زنده (مجموعه بازی) (۲۰۰۶–تاکنون)
- نینجا گایدن ۲ (۲۰۰۸)
- شیطان هم می‌گرید ۴ (۲۰۰۸)
- فاینال فانتزی ۱۳ (۲۰۱۰)
- فاینال فانتزی ۱۴ (۲۰۱۰)
- سونیک (مجموعه بازی) (۲۰۱۰–۲۰۱۳)
- نینجا گایدن ۳ (۲۰۱۲)
- رزیدنت ایول ۶ (۲۰۱۲)
- بازگشت لایتنینگ: فاینال فانتزی ۱۳ (۲۰۱۴)
- سرگذشت زنوبلید X (۲۰۱۵)